# Марија Гаетана Ањези
Марија Гаетана Ањези (итал. Maria Gaetana Agnesi; Милано, 16. мај 1718 — Милано, 9. јануар 1799) је била италијанска математичарка, лингвисткиња и филозофкиња, а позната је и по свом добротворном раду. Написала је прву књигу која је садржала и интегрални и диференцијални рачун. Била је почасни члан болоњског Универзитета.
Према Дирку Стројку, Марија Ањези је прва значајна жена математичар од времена Хипатије (пети век н. е.).

## Биографија
Маријин отац, Пјетро, је био имућан пословни човек који је желео да уведе своју породицу у круг миланског племства. Неки историчари су га, грешком, прогласили професором математике.
Марија је врло рано била примећена као чудо од детета. Већ са пет година говорила је француски и италијански језик. До своје тринаесте године научила је и грчки, хебрејски, шпански, немачки, латински и, вероватно, још неколико језика с обзиром да су је називали ходајући полиглота. Чак је држала часове својој млађој браћи.
Са девет година написала је и одржала говор на латинском у трајању од сат времена на једном академском скупу. Тема њеног излагања је било право жене на образовање. У време када је напунила петнаест година, њен отац је почео да окупља у својој кући круг најобразованијих људи у Болоњи, пред којима је Марија читала и разјашњавала серију теза о најнејаснијим филозофским питањима. Записи о овим окупљањима могу се наћи у књизи Lettres sur l'Italie коју је написао Charles de Brosses, и у делу Propositiones Philosophicae, које је објавио Пјетро Ањези 1738. године.
Упркос великом успеху, напунивши двадесет година, Марија је затражила од оца дозволу да се зареди. Иако је Пјетро одбио да јој испуни жељу, сложио се да од тог тренутка може да се повуче у неку врсту манастирског живота, тако што је остала да живи у родитељском дому, али без икаквих додира са спољашњим светом, уз могућност да одлази у цркву када год пожели. Постигавши на тај начин духовни мир, Марија се посветила изучавању алгебре и геометрије.
По њој је добио име кратер на Венери.

## Крива вештице Ањези
Марија Ањези је написала један веона успешан уџбеник у коме је за пример из аналитичке геометрије узела да прикаже геометријску криву чија једначина гласи:
{\displaystyle y={\frac {a{\sqrt {a-x}}}{\sqrt {x}}}}
Ова крива била је још раније позната математичарима Фермау и Грандију, који је криву и конструисао. С обзиром на облик криве, он ју је назвао la versiera што на латинском значи "уже које враћа једро". Међутим, преводилац Ањезине књиге, грешком је заменио реч la versiera речју l'aversiera, што значи "ђаволова жена", односно вештица. Отада је ова књига позната као крива вештице Ањези.